# Woolbeding
Woolbeding – wieś w Anglii, w West Sussex. W 1961 roku civil parish liczyła 207 mieszkańców. Woolbeding jest wspomniana w Domesday Book (1086) jako Welbedlinge.